# Landschaftsschutzgebiet Hecken- und Grünlandkomplex Selberg-Friedenstal
Das Landschaftsschutzgebiet Hecken- und Grünlandkomplex Selberg Friedenstal mit 58,8 ha Flächengröße liegt nördlich von Humfeld im Stadtgebiet von Dörentrup. Es wurde 2006 mit dem Landschaftsplan Oberes Begatal durch den Kreistag des Kreises Lippe als Landschaftsschutzgebiet (LSG) ausgewiesen.

## Beschreibung
Das LSG besteht aus zwei Teilflächen. Der Westbereich ist nur über eine schmale Hecke mit den östlichen Flächen verbunden. In der Hauptfläche liegt wie eine Insel ein Bereich, der nicht zum LSG gehört. Das Schutzgebiet umfasst Grünland- und Heckenbereiche. Bei Wiemkenberg steht auf einem südexponierten Hang ein altes Buchen-Eichen-Feldgehölz. Die Altbäume erreichen einen Brusthöhendurchmesser von bis zu 80 cm. Wegen der Beschattung stehen Holunderbüsche nur am Feldgehölzrand. Die Krautschicht ist lückig und artenarm. Das Feldgehölz ist umgeben von Obstweiden. Am südwestlichen Waldrand stehen mehrere kleine Schuppen und dort sind auch allerlei Ablagerungen. Westlich von Grotenberg findet sich im Bereich einer flachgründigen Kuppe sehr mageres Grünland, in Teilbereichen ist ein Borstgrasrasen ausgebildet. Besonders an steilen Böschungen und den Rändern ehemaliger Mergelkuhlen stocken teils dichte Hecken, teils Einzelbäume und Baumgruppen mit Brusthöhendurchmessern bis über 80 cm. Durch ausgeprägtes Kleinrelief und die beschriebenen Biotope ist dieser Bereich ausgesprochen strukturreich. Südlich von Oelentrup findet sich innerhalb einer Grünlandbrache an den steilsten Bereichen weiteres teils mageres und artenreiches Grünland. Im westlichen Bereich des Gebietes ist ein Hohlweg etwa 5 m tief in das Gelände eingeschnitten. Am Einschnitt des Hohlwegs stehen Gehölze. Weiter östlich steht ein etwa 1 ha großer Buchenwald am Südosthang einer Bergkuppe. Der Hang ist durch mehrere kleine, aufgelassene Mergelkuhlen reliefiert und fällt steil ab. Besonders im nördlichen Bereich erreichen die Bäume Brusthöhendurchmesser bis über 80 cm. Strauch- und Krautschicht sind nur artenarm und lückig ausgebildet. Im Süden des Buchenwaldes sind auch Eiche und Hainbuche beigemischt. Nach Osten folgt eine etwa 350 m lange Hecke entlang einer Geländekante mit artenreichem Gehölzbestand. Nördlich von Friedenstal liegt ein kleiner Grünlandkomplex. Dieser Grünlandbereich wurde bei Ausweisung als Pferdeweide und Wiese extensiv genutzt. Neben einigen alten Obstbäumen finden sich hier ein gefasster Quellbereich und daran anschließend ein nur zeitweise wasserführender Graben mit wenigen Feuchtezeigern und einer lückigen Baumreihe mit Kopfweiden. Im südöstlichen Bereich befinden sich mehrere etwa 3 m hohe Böschungen, die einzelne Grünlandparzellen voneinander abgrenzen. Sie sind mit dichtem Schlehen-Weißdorn-Gebüsch mit einzelnen älteren Eichen oder in lückigeren Bereichen mit hochwüchsigen Ruderalfluren bewachsen. Das Grünland wird als Mähwiese genutzt, die obere Terrasse wurde mit jungen Obstbäumen bepflanzt. Im Bereich der Magerwiesen und -weiden bzw. des Borstgrasrasens im LSG sind Pflanzen der Roten Liste NRW zu finden.

## Schutzzwecke für das LSG
Laut Landschaftsplan erfolgte die Ausweisung des LSG
- „zur Erhaltung und Wiederherstellung der Leistungsfähigkeit des Naturhaushaltes in ökologisch besonders wertvoll strukturierten Bereichen mit Wasser-, Klima- und Biotopschutzfunktionen,“
- „zur Erhaltung und Wiederherstellung von Quellbereichen und naturnahen Fließgewässern, Wald- und Grünlandbereichen unterschiedlicher Feuchtestufen, Feldgehölzen, Hecken und Obstwiesen,“
- „zur Erhaltung morphologisch ausgeprägter Bereiche zur Sicherung der landschaftlichen Eigenart und Vielfalt für die Erholung, “
- „zur Erhaltung wertvoller Biotopkomplexe aus Wald-Grünlandbereichen, Fließgewässern und Quellen sowie Biotopen nach § 62 LG mit wichtigen Refugial-, Puffer-, Trittstein- und Vernetzungsfunktionen,“
- „zur Erhaltung und Wiederherstellung wichtiger Rückzugsräume für die bedrohte Tier- und Pflanzenwelt,“
- „zur Sicherung von kulturhistorisch bedeutsamen Landschaften, z. B. Terrassenkulturlandschaften,“
- „zur Sicherung der das Orts- und Landschaftsbild gliedernden und belebenden und die dörflichen Siedlungsstrukturen prägenden Freiraumelemente.“[1]

## Rechtliche Vorschriften
Im Landschaftsschutzgebiet ist unter anderem das Errichten von Bauten und das Anlegen von Fischteichen verboten.